# Scarus niger
Poisson-perroquet brun
Espèce
Statut de conservation UICN

 LC  : Préoccupation mineure
Scarus niger est une espèce de poissons-perroquets tropicaux, de la famille des Scaridae. On l'appelle souvent « Poisson-perroquet brun » en français.

## Description et caractéristiques
La phase initiale est grisâtre avec 3 à 5 « selles » jaune vif sur le dos ; la tête est verdâtre et certaines extrémités rouges. La phase terminale (mâle) est brun verdâtre, avec une marque jaune au-dessus de l'opercule. Les nageoires sont rougeâtres liserées de bleu, avec une nageoire caudale fourchue. La taille maximale atteint 40 cm.

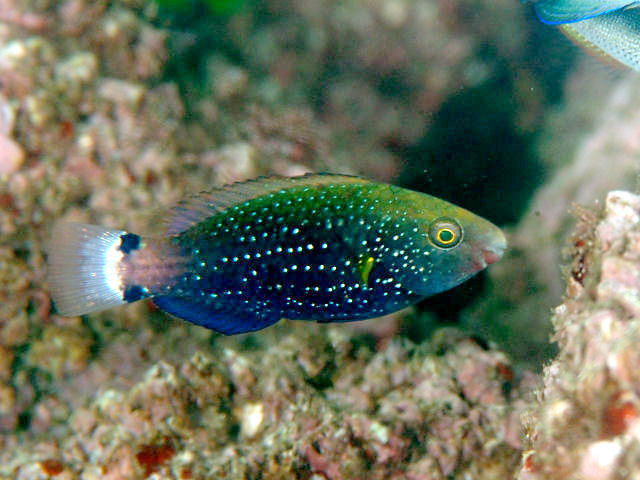
Juvénile
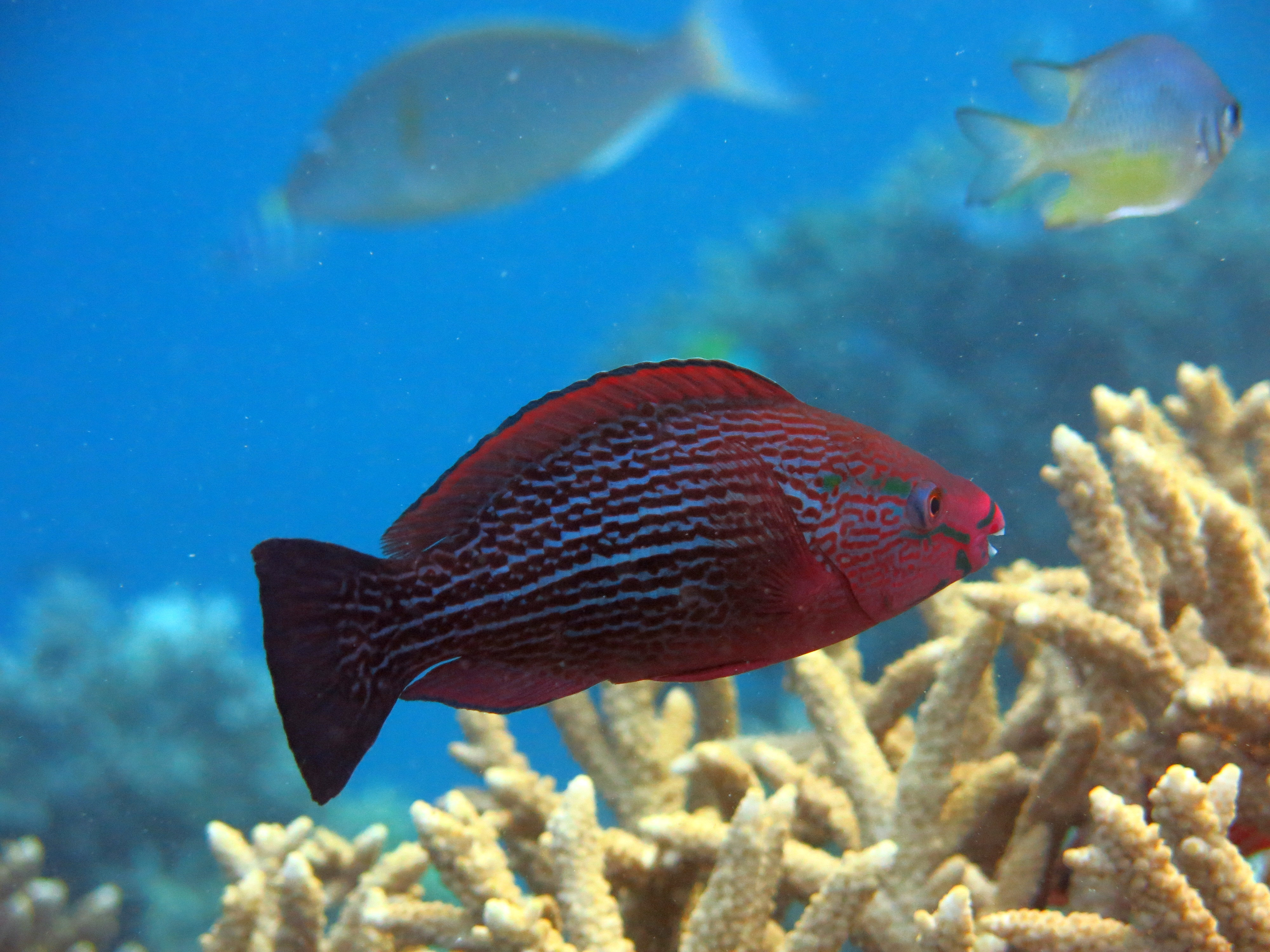
Phase initiale (femelle)
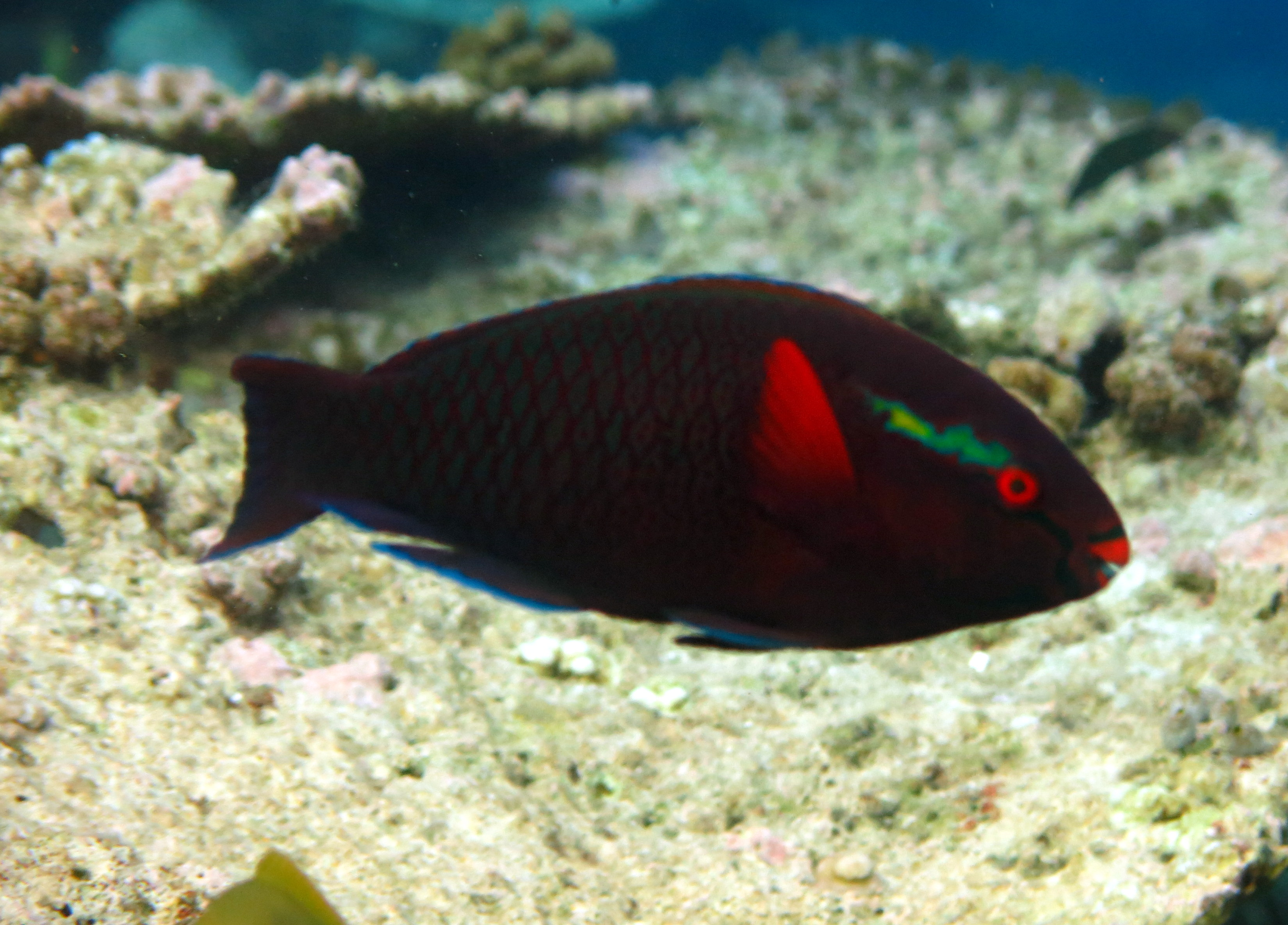
Phase finale (mâle)

## Habitat et répartition
Cette espèce se rencontre dans l'Indo-Pacifique tropical.